# Серрания-де-Сан-Хасинто
Серрания-де-Сан-Хасинто (исп. Montes de María) — изолированная группа небольших и невысоких гор, расположенных в Карибском регионе, возле северного побережья Колумбии. Серрания-де-Сан-Хасинто является окончанием Серрания-де-Сан-Херонимо, тянущихся, в свою очередь, от Западной Кордильеры. Часть территории гор составляет природный заповедник Лос-Колорадос.
Территория гор расположена почти в центре департаментов Боливар и Сукре. На ней находится также ряд муниципалитетов: Эль-Кармен-де-Боливар, Мария-ла-Баха, Сан-Хуан-Непомусено, Сан-Хасинто, Кордоба, Самбрано и Эль-Гуамо в Боливаре; Овехас, Чалан, Колосо, Морроа, Толувьехо, Лос-Пальмитос, Сан-Онофре и Сан-Антонио-де-Пальмито в Сукре.
Общая площадь гор составляет 6 317 км², из которых 3 798 км² относятся к департаменту Боливар и 2 519 — к Сукре. На территории гор проживает около 330 889 человек.
Территория гор Мария подразделяется на 3 зоны:
На первой, достаточно плоской, развиты скотоводство, лесное и сельское хозяйства.
Вторая зона, покрытая горами, с сельским хозяйством, как главным занятием местного населения.
И третья зона в западной части соответствует городу Сан-Онофре.